# Kornél Dávid
Kornél Dávid (* 22. Oktober 1971 in Nagykanizsa) ist ein ehemaliger ungarischer Basketballspieler.

## Laufbahn
Dávid spielte in seinem Heimatland zunächst Fußball und ab dem 16. Lebensjahr Basketball. Er spielte bei Honvéd Budapest, dann bei Malev SC und von 1990 bis 1994 wieder bei Honvéd. 1994 gewann er mit der Mannschaft die Staatsmeisterschaft. Von 1994 bis 1997 stand der 2,08 Meter große Flügel- und Innenspieler bei Albacomp Székesfehérvár unter Vertrag. Über Verbindungsleute in Europa hörte Jerry Krause, Manager der NBA-Mannschaft Chicago Bulls, von Dávid und meldete sich im Juni 1997 bei ihm. Der Ungar flog für ein Probetraining nach Chicago, Anfang Oktober 1997 erhielt er von der Mannschaft einen Einjahresvertrag, wurde noch vor dem Saisonauftakt aber wieder aus dem Aufgebot gestrichen. Er bestritt ein Spiel für die Mannschaft Rockford Lightning in der US-Liga Continental Basketball Association (CBA) und ging dann zu Albacomp Székesfehérvár zurück. Im Spieljahr 1997/98 wurde er mit der Mannschaft ungarischer Meister, spielte auch 1998/99 zunächst für Székesfehérvár, ehe er im Januar 1999 erneut von den Chicago Bulls unter Vertrag genommen wurde. Er gab seinen Einstand in der NBA und war damit der erste Ungar, der in der nordamerikanischen Spielklasse zum Einsatz kam. Dávid bestritt bis zum Saisonende 1998/99 50 Spiele für Chicago und erzielte 6,2 Punkte sowie 3,5 Rebounds je Begegnung.
Anfang Januar 2000 strich Chicago ihn aus dem Aufgebot, wenige Tage später unterschrieb er einen Vertrag bei den Cleveland Cavaliers, der auf zehn Tage begrenzt war. Nach dessen Auslaufen ging er in sein Heimatland zu Albacomp Székesfehérvár zurück und gewann mit der Mannschaft den Meistertitel. Ende August 2000 nahmen ihn die Toronto Raptors unter Vertrag, ihm gelang somit die NBA-Rückkehr, die Kanadier gaben Dávid im Februar 2001 im Rahmen eines Spielertausches an die Detroit Pistons ab. Insgesamt stand der Ungar bis 2001 in 109 NBA-Spielen auf dem Feld. Im Sommer 2001 bewarb sich Dávid bei den Washington Wizards noch einmal um einen Vertrag, wurde im Anschluss an die Saisonvorbereitung aber nicht verpflichtet. Das NBA-Kapitel seiner Laufbahn ging damit zu Ende, Dávid nahm ein Angebot des französischen Erstligisten SIG Straßburg an, für den er während des Spieljahres 2001/02 in 25 Ligaeinsätzen im Durchschnitt 17,5 Punkte sowie 7,5 Rebounds je Begegnung erzielte.
2002/03 stand er bei Zalgiris Kaunas in Litauen unter Vertrag und gewann mit der Mannschaft die Staatsmeisterschaft. Er trat mit Kaunas auch in der Euroleague an und überzeugte bei 13 Einsätzen mit 16,9 Punkten je Partie. Von 2003 bis 2006 trug er die Farben des spanischen Klubs TAU Cerámica in der Liga ACB sowie in der Euroleague. Mit TAU gewann er 2004 und 2006 den spanischen Pokalbewerb, in der Saison 2004/05 wurde man unter Trainer Duško Ivanović spanischer Vizemeister und stand im Endspiel der Euroleague, welches aber verloren wurde. Die besten statistischen Werte seiner Zeit bei TAU erreichte der Ungar im Spieljahr 2003/04 mit 13,8 Punkten und 5,1 Rebounds pro Einsatz.
In den letzten beiden Jahren seiner Profilaufbahn (2006/07 und 2007/08) stand er bei CB Gran Canaria in Spanien unter Vertrag. Mit der Nationalmannschaft seines Heimatlandes nahm Dávid an den Europameisterschaften 1999 und 2005 teil.
Nach dem Ende seiner Spielerlaufbahn war Dávid eineinhalb Jahre bei den Cleveland Cavaliers und dann ab 2009 drei Jahre bei den Phoenix Suns als Spielersichter tätig. In diesem Amt war er im Herbst 2012 einer der ersten Vertreter einer NBA-Mannschaft, der Giannis Antetokounmpo unter die Lupe nahm. Dávid wurde 2012 Vorsitzender seiner früheren Mannschaft Albacomp Székesfehérvár.